# Sørreisa (plaats)
Sørreisa is een plaats in de Noorse gemeente Sørreisa, provincie Troms. Sørreisa telt 1435 inwoners (2007) en heeft een oppervlakte van 1,95 km².

## Geboren
- Erik Valnes (1996), langlaufer